# کولووه (کارولینای شمالی)
کولووه (به انگلیسی: Cullowhee) شهری در ایالت کارولینای شمالی کشور ایالات متحده آمریکا است که جمعیت آن در سرشماری سال ۲۰۱۰ میلادی، ۶٬۲۲۸ نفر بوده‌است.

## نگارخانه

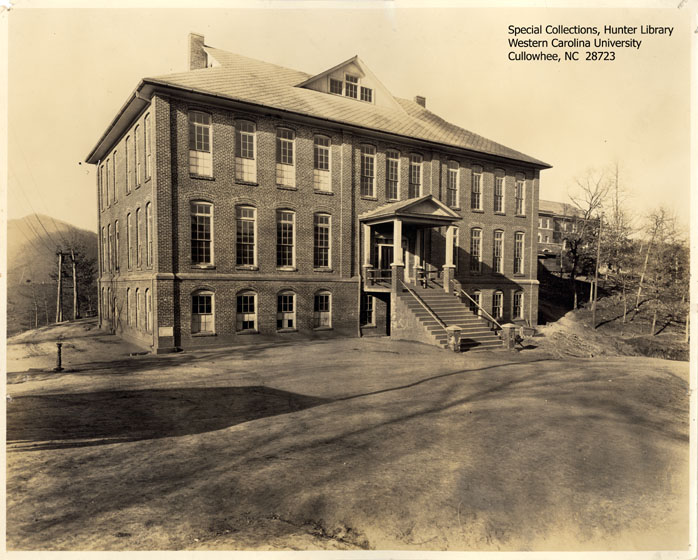
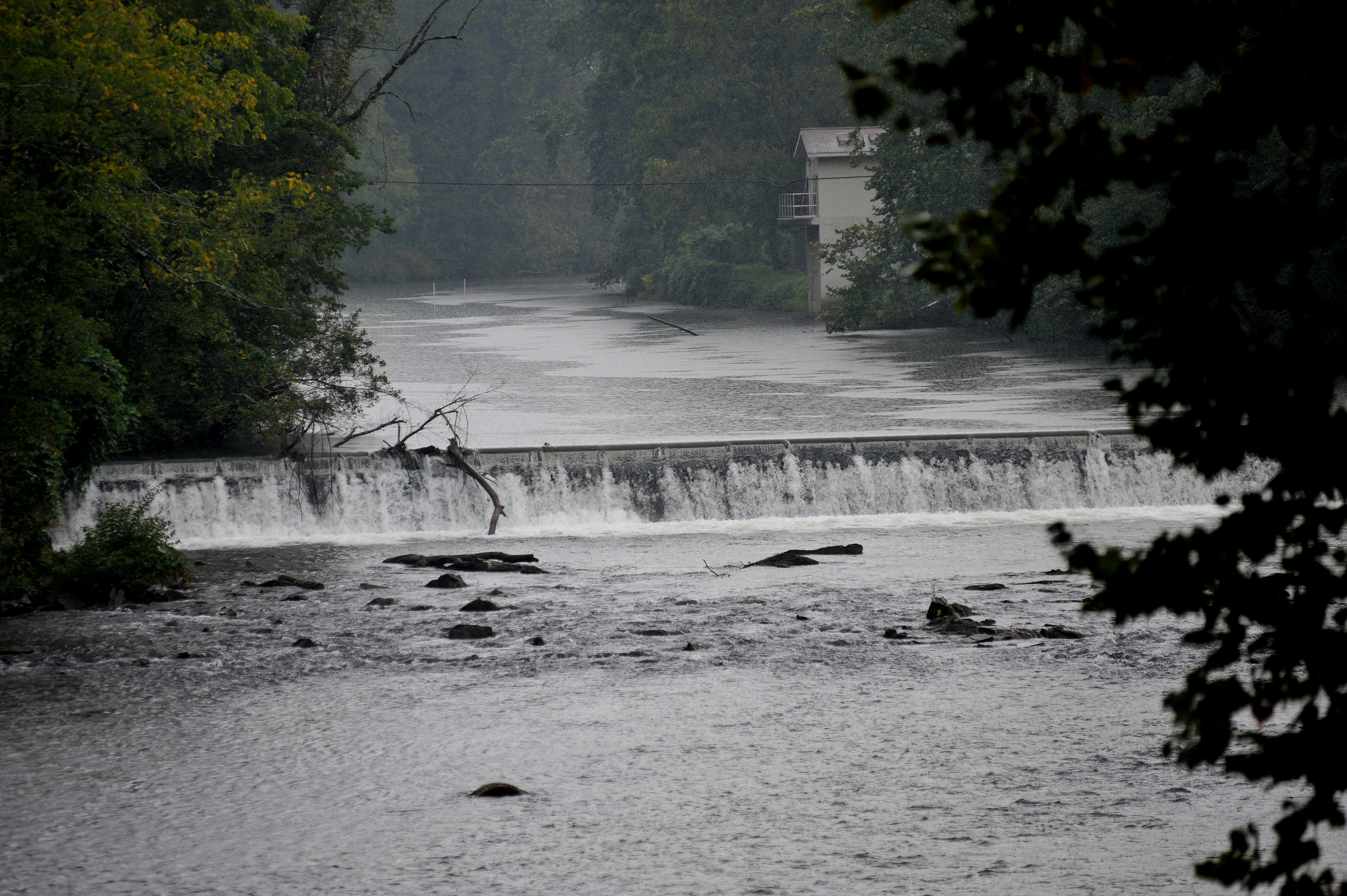
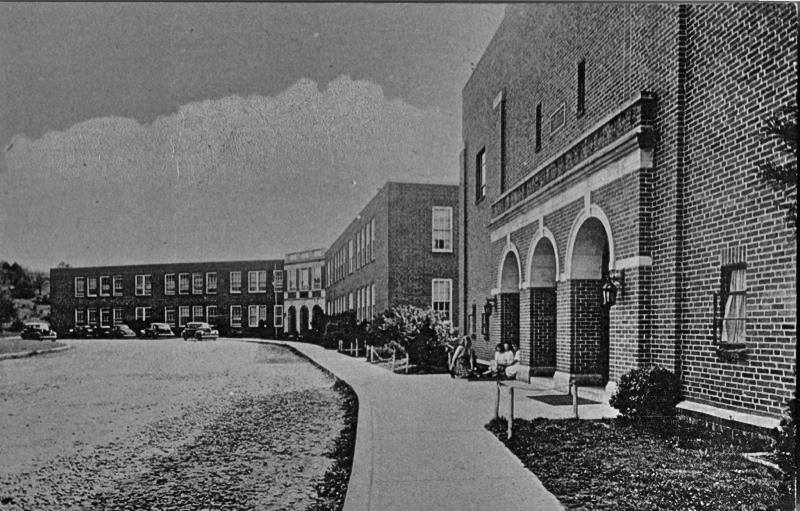
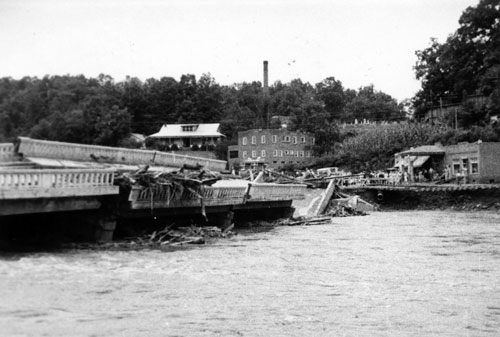
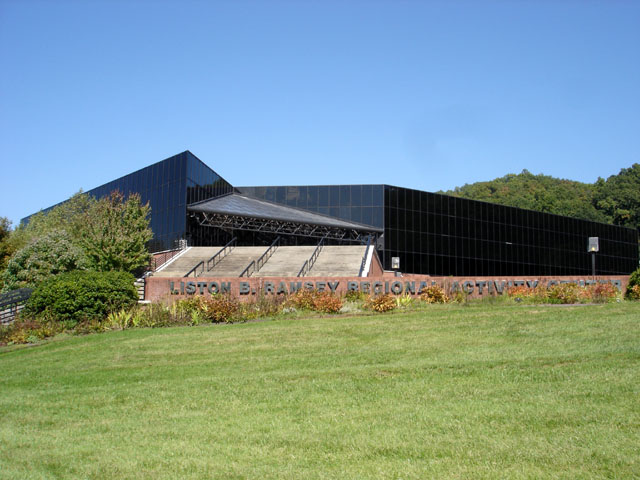
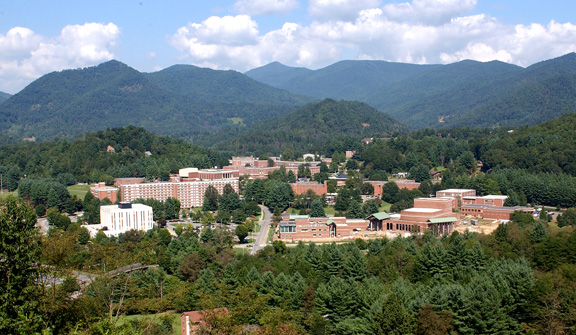
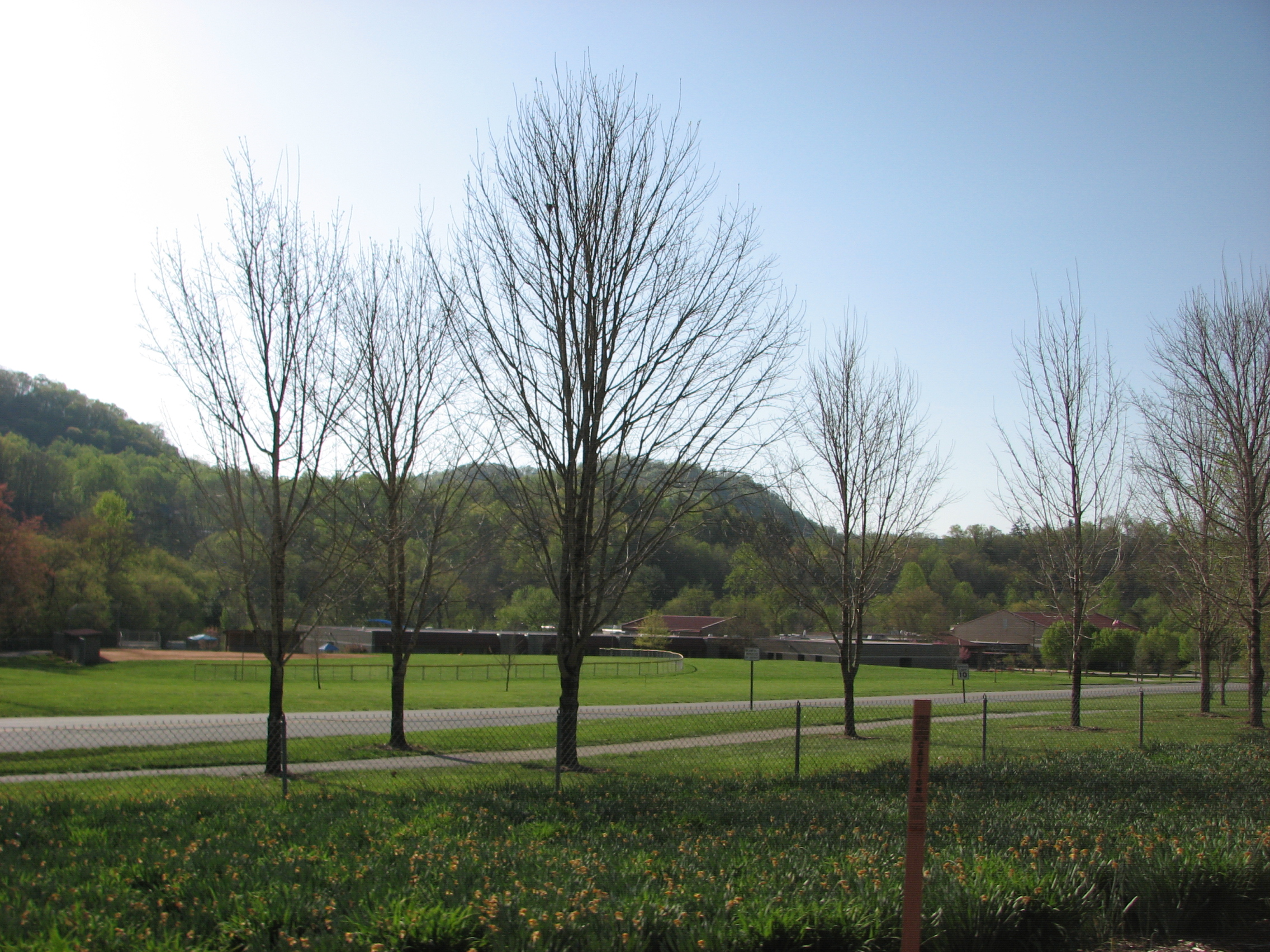
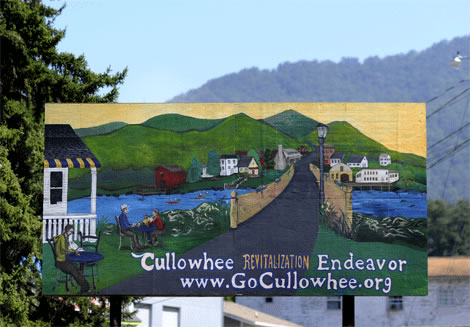
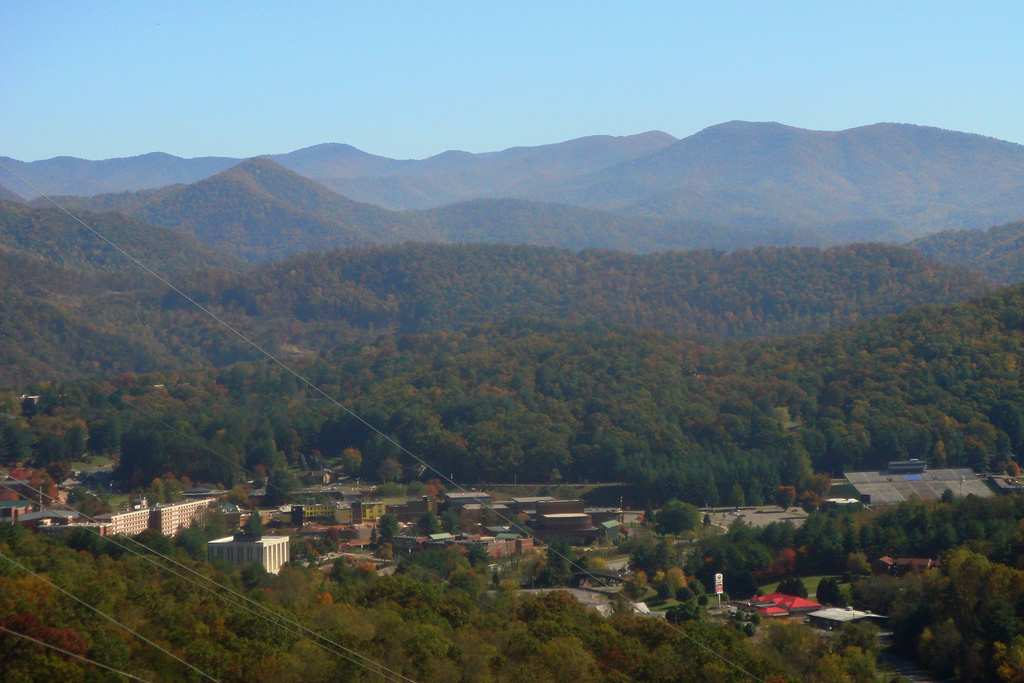